# ヒメジャノメ
ヒメジャノメ（姫蛇目、学名 Mycalesis gotama）は、チョウ目（鱗翅目）タテハチョウ科ジャノメチョウ亜科に属するチョウの一種。

## 分布
東アジア・東南アジア（日本、朝鮮半島、台湾、中国中南部、ベトナム、タイ、ミャンマー）に分布する。
日本では日本亜種 （M. g. fulginia） が北海道渡島半島から九州（対馬、屋久島、種子島を含む）にかけて分布する。

## 特徴
光の差し込むやや明るい疎林に生息し、低いところを飛ぶ茶色いチョウ。日本全国の山村や盆地などでよく見られる。また、人家に侵入することもある。
コジャノメに似るが、本種は翅裏を縦に走る白色帯がまっすぐに入る（コジャノメでは翅の付け根を中心に弧を描くように入り、帯はやや紫がかる）。また、本種のほうが比較的明るい場所を好むが、厳密な住み分けがなされているわけではない。

## 生活史
アズマネザサ、チヂミザサ、ススキなどの単子葉イネ科植物が幼虫の食草。幼虫で越冬し、翌年蛹になる。
6月から10月にかけて2、3回ほど発生を繰り返す。成虫が花に来ることはほとんどなく、腐果や獣糞に集まる傾向が強い。